# 第2回世界伝道国際会議
第2回世界伝道国際会議（だい2かい せかいでんどうこくさいかいぎ、Second International Congress on World Evangelization）は、1989年にマニラで開催された二回目のローザンヌ世界伝道会議。マニラ会議とも呼ばれる。
会議はマニラ宣言で知られる。この信仰告白はローザンヌ誓約の線にあり、福音主義キリスト教に大きな影響力を持っている。
これは、4000人以上の福音派キリスト教指導者が集った非常に影響力のある伝道会議であった。この会議では福音派と聖霊派の協力が進められ、メインの講師に福音派からはJ・I・パッカー、聖霊派からはジャック・ヘイフォードが立てられた。
会議でキリスト教宣教の学者ルイス・ブッシュが福音伝道に「抵抗する地帯」へ注目させた。この地域に対する研究から10/40の窓が考察された。また、ユダヤ人にキリストの福音を伝える使命について確認され、ローザンヌ・ユダヤ人伝道協議会が発足した。
1974年の第一回目ローザンヌ世界伝道国際会議では、ローザンヌ誓約が告白されている。